# Vwawa
Vwawa – miasto w południowo-zachodniej Tanzanii, stolica regionu Songwe. Według danych na rok 2012 liczyło 56 256 mieszkańców.